# Unidos da Mangueira (Recife)
GRES Unidos da Mangueira é uma escola de samba do Recife
. Em 2000, única escola a desfilar pela Federação Carnavalesca de Pernambuco, obteve o título de campeã. Em 2002, ano da reunificação do desfile de escolas de samba na cidade, a escola mandou um ofício à organização avisando que não compareceria. Por não desfilar, foi então rebaixada. Atualmente, está no Grupo 1.